# Фейн, Чарльз, 3-й граф Уэстморленд
Ча́рльз Фе́йн, 3-й граф Уэстморленд (англ. Charles Fane, 3rd Earl of Westmorland; 6 января 1635 — 18 сентября 1691) — английский аристократ, 3-й граф Уэстморленд (1666—1691).

## Биография
Чарльз Фейн был старшим сыном Майлдмея Фейна, 2-го графа Уэстморленд и его первой жены Грейс Торнхёрст, дочери Уильяма Торнхёрста и Анны Говард. Получил образование в Эммануил-колледже, одном из колледжей Кембриджского университета.
В 1652 году Чарльз уехал за границу и посетил Францию и Нидерланды, где проживал до 1654 года. После реставрации монархии при короле Карле II он был избран в парламент от Питерборо, а затем в 1661 году был переизбран, но не был активным членом.
В 1666 году после смерти отца Чарльз унаследовал его титулы, в том числе графа Уэстморленд и барона ле Диспенсер. Он заседал в Палате лордов и в правление короля Якова II, противником которого он был. В ходе «Славной революции» Яков II был свергнут, но Фейн, вероятно, в ней не участвовал. Скончался 18 сентября 1691 года в возрасте 56 лет, был похоронен в Апеторпе (Нортгемптоншир).

## Семья
Был женат на Элизабет Ноудс, а после её смерти был женат на Дороти Бранделл; оба брака были бездетными.